# Municipio de Cherry Grove (Minnesota)
El municipio de Cherry Grove (en inglés: Cherry Grove Township) es un municipio ubicado en el condado de Goodhue en el estado estadounidense de Minnesota. En el año 2010 tenía una población de 397 habitantes y una densidad poblacional de 4 personas por km².

## Geografía
El municipio de Cherry Grove se encuentra ubicado en las coordenadas 44°14′11″N 92°51′3″O / 44.23639, -92.85083. Según la Oficina del Censo de los Estados Unidos, el municipio tiene una superficie total de 99.25 km², de la cual 99,23 km² corresponden a tierra firme y (0,01 %) 0,01 km² es agua.

## Demografía
Según el censo de 2010, había 397 personas residiendo en el municipio de Cherry Grove. La densidad de población era de 4 hab./km². De los 397 habitantes, el municipio de Cherry Grove estaba compuesto por el 96,73 % blancos, el 0,5 % eran asiáticos, el 2,52 % eran de otras razas y el 0,25 % eran de una mezcla de razas. Del total de la población el 2,02 % eran hispanos o latinos de cualquier raza.